# 24.hu
A 24.hu (korábbi nevén: Hír24) Magyarország egyik legnagyobb, leglátogatottabb online hírportálja. Az oldal kiadója a Central Médiacsoport Zrt. A portálon többféle tartalom is megtalálható, többek között friss hírek, elemzések, videók, vélemények, kritikák és interjúk. A lap rendelkezik saját, letölthető alkalmazással is.

## Története

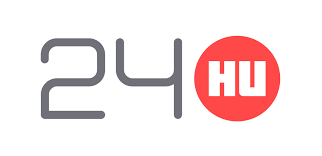
A hírportál logója 2015 és 2020 között

2000-ben a VNU Budapest Rt. lapkiadó a magyar online piac egyik legrelevánsabb szereplőjévé vált, többek között a Startlap megvásárlásának köszönhetően. Még ebben az évben a nagyra nőtt vállalat elindította a FigyelőNet (FN.hu) nevű híroldalt, mely elsősorban gazdaságpolitikai, pénzügyi és üzleti témákkal foglalkozott. 2002-ben kiadója Sanoma Budapest Rt.-re változtatta nevét, miután egy finnországi nagyvállalat felvásárolta.
2010-ben az online oldalak megerősödését, és ezzel párhuzamban a nyomtatott sajtó visszaszorulását érzékelve a Sanoma vezetősége úgy döntött, hogy a gazdasági FN mellett indítanak egy politikai-közéleti hírportált is – ez lett a Hír24.hu. Célkitűzésük: azon felhasználókat is bevonják a cég olvasótáborába, akik nem érdeklődtek az FN iránt. A Hír24 azonban elég gyengén indult, nem tudta fölvenni a versenyt a legnagyobb hazai híroldalakkal. 2011 októberében az FN.hu-t beleolvasztották a Hír24-be, önálló rovatként futott tovább.
2014-ben Varga Zoltán vállalkozó megvásárolta az oldal addigi kiadóját, ezután Central Médiacsoport néven folytatta tevékenységét. 2015. szeptember 4-én a Hír24 felvette a 24.hu nevet.
2016-ban a lap kiadója egyesülést tervezett az RTL Magyarországgal, de a Gazdasági Versenyhivatal elutasította a felvetést, valamint megszűnt a legnagyobb példányszámú magyar politikai napilap, a Népszabadság. Egykori újságíróinak egy része a megújult 24.hu-n folytatta munkáját.
A lap név- és arculatváltása nagy növekedést eredményezett: rohamosan emelkedett a látogatók és rendszeres olvasók száma, 2015 végére az oldal meghaladta a 3,6 millió kattintást, 2016-ra túllépte az 5, majd rá egy évre a 7 milliót. 2019 közepére az oldal elérte, hogy 10,7 millióan kattintottak rá naponta. Csúcspontját a 2019-es önkormányzati választás másnapján érte el, 1 340 000 napi látogatóval.

## Főszerkesztők

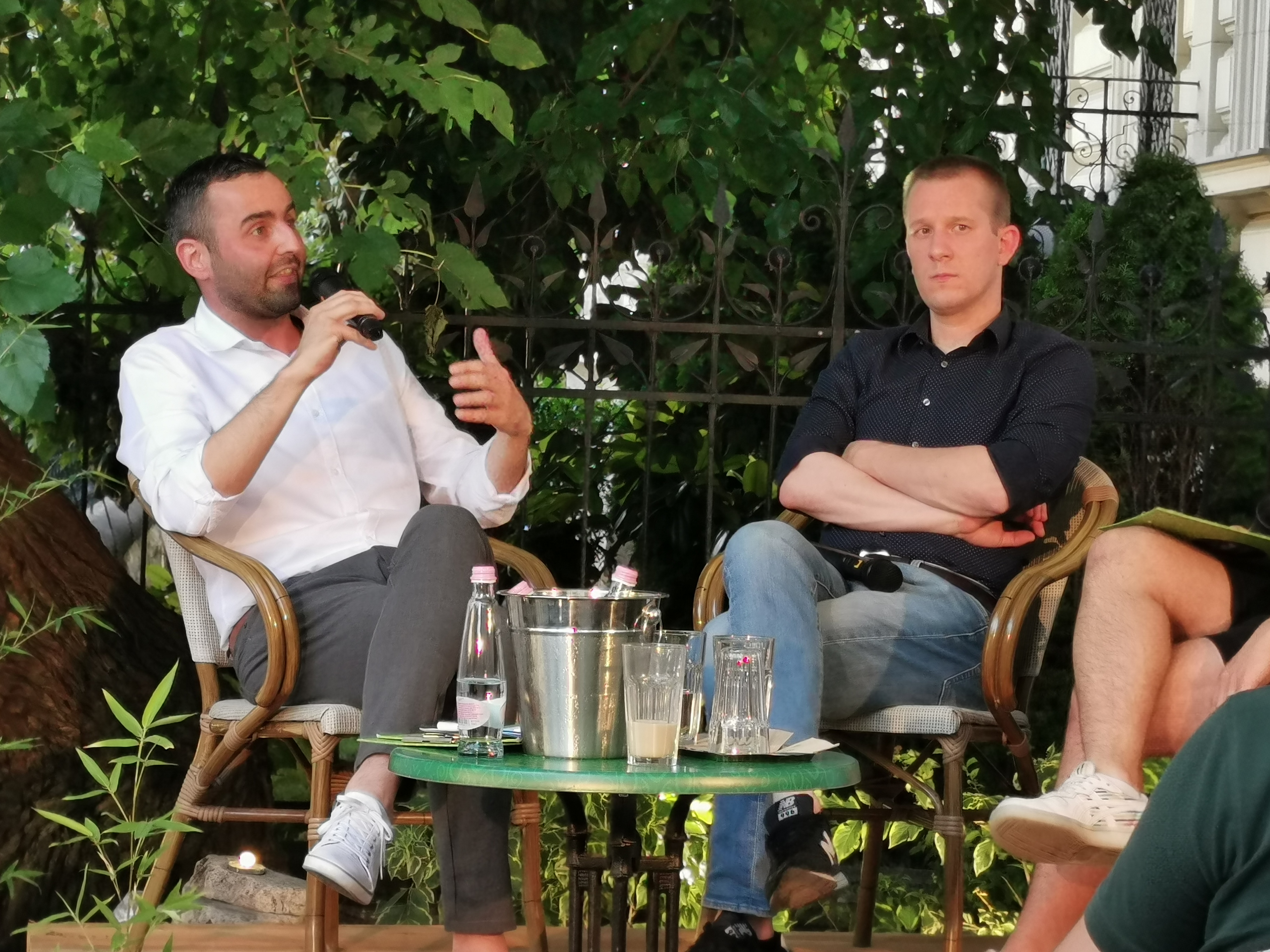
Pető Péter (balra) 2020-ban, mellette Békés Márton

- 2010–2011: Haintz Attila
- 2011–2013: Kövesdi Péter
- 2013–2017: Kustánczi Norbert
- 2017–2019: Szigeti Péter
- 2019–: Pető Péter

## Rovatok
- Belföld
- Közélet
- Nagyvilág
- Gazdaság
- Kultúra
- Sport
- Élet-Stílus
- TechTud
- Szórakozás

## Podcastjai
Az oldalon 2019-ben podcastsorozatok indultak:
- Tangó és Kes – Bűnügyi podcast
- Sorozatlövő – Beszélgetések a magyar tévézés világáról
- Ziccer – Labdarúgással foglalkozó podcast
- Határsértők – Beszélgetések prominens személyekkel a világról
- Filéző – Magyar gasztronómia
- Kézi Vezérlés – A 24.hu és a Sport TV közös műsora[8]

Jelenleg (2023. szeptember) is futó sorozat a Háromharmad.